# Кобло
Кобло (укр. Кобло) — село в Старосамборской городской общине Самборского района Львовской области Украины на реке Кремянке.
Население по переписи 2001 года составляло 490 человек. Занимает площадь 1,1 км².